# 云龙甸府
云龙甸府，元朝的行政区划——路。今云南省云龙县。
大理国置云龙赕。治所在今云南云龙县西南四十二里旧州。元世祖至元二十六年（1289年）置云龙甸军民总管府，掌云龙甸少数民族地方军民政务。属云南行省。泰定二年（1325年）前改云龙甸军民总管府置云龙州。属大理路。《方舆纪要》卷117云龙州：云龙甸在“州东北七十里。甸广衍宜畜牧。有巡司戍此”。《云南备征志》卷19载王凤文《云龙记往序》：“其名得之浪洽江，江为蒙诏时四渎之一，或曰江上夜覆云雾，晨则渐升如龙。”明朝、清朝属大理府，正统年间一度属蒙化府。